# Margaret Greville
Margaret Greville (Londra, 20 dicembre 1863 – Dorking, 15 settembre 1942) è stata una filantropa britannica.
Era moglie del deputato Ronald Greville (1864–1908).

## Biografia

### La famiglia
Nata Margaret Helen Anderson, era figlia di William McEwan (1827–1913), un multimilionario nel campo della birra, poi eletto parlamentare per la circoscrizione di Edinburgh Central; e della sua amante, Helen Anderson (1835/1836–1906), una cuoca, sposata a William Anderson, dipendente della birreria McEwan di Edimburgo. Alla morte di William Anderson nel 1885, William McEwan sposò Helen in quello stesso anno, quando Margaret aveva già 21 anni.

### La vita in società
Nel 1891, Margaret Anderson sposò il deputato conservatore Ronald Greville (1864–1908). Nel 1906, suo padre le comprò Polesden Lacey presso Great Bookham, nel Surrey, e gliela donò per sé e per il marito. Suo marito morì due anni dopo e suo padre (che pure viveva a Polesden Lacey) nel 1913. Margaret divenne nota a Polesden Lacey come socialite della sua epoca e divenne molto amica della regina Mary. Ricevette una proposta di matrimonio da sir Evelyn Ruggles-Brise e (nel 1917) da sir John Simon, ma le declinò entrambe.
Nel 1922 venne nominata dama commendatrice dell'Ordine dell'Impero britannico.

### Morte e lasciti
Greville e suo marito non ebbero figli. Ella morì nel 1942 e venne sepolta a Polesden Lacey.
Nel suo testamento lasciò la sua residenza di Polesden Lacey al National Trust in memoria di suo padre.
Lasciò inoltre tutti i propri preziosi gioielli alla regina Elisabetta (poi regina madre), tra cui una collana di diamanti che si diceva fosse appartenuta alla regina di Francia, Maria Antonietta, un paio di orecchini a candeliere ed una selezione di tiare oltre a una collana di rubini di Boucheron, che ancora oggi si trovano tutti nella collezione privata della famiglia reale. La sua tiara a favo di miele (sovente chiamata ancora oggi "tiara Greville") divenne la favorita della regina madre e negli anni recenti è stata frequentemente indossata da Camilla, duchessa di Cornovaglia. Un'altra tiara, la tiara di smeraldi kokoshnik Greville, è stata indossata dalla principessa Eugenia al suo matrimonio con Jack Brooksbank nell'ottobre del 2018.
La Greville lasciò inoltre 20.000 sterline alla principessa Margaret, contessa di Snowdon, e 25.000 sterline alla regina Vittoria Eugenia di Spagna.

## Reputazione
Dopo la morte della Greville, la regina Elisabetta la descrisse come "molto scaltra, molto gentile e molto spiritosa, molto acuta, molto divertente, molto impertinente; nel complesso una persona reale, un personaggio".
Sir Cecil Beaton la descrisse come "un vecchio rospo accigliato, avido e snob... e non faceva nulla per nessuno che non fosse ricco".